# Axinidris kinoin
Axinidris kinoin är en myrart som beskrevs av Steven O. Shattuck 1991. Axinidris kinoin ingår i släktet Axinidris och familjen myror. Inga underarter finns listade.